# Scrancia dryotriorchis
Scrancia dryotriorchis är en fjärilsart som beskrevs av Sergius G. Kiriakoff 1968. Scrancia dryotriorchis ingår i släktet Scrancia och familjen tandspinnare. Inga underarter finns listade.